# Vir illustris

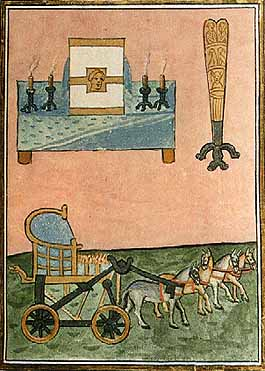
Insignia viri illustris praefecti praetorio per Illyricum, z Notitia Dignitatum

Vir illustris (dosł. mąż znamienity) – tytuł używany w późnej starożytności na określenie osób piastujących wysokie stanowiska w Rzymie i Konstantynopolu. Wszyscy senatorowie nosili tytuł vir clarissimus (mąż sławny), ale od IV wieku określenia vir spectabilis (mąż wspaniały, niższy stopniem) i vir illustris były używane dla oznaczenia osób zajmujących wyższe stanowiska.
Stanowiska objęte tytułem vir illustris:
- Praefectus praetorio („prefekt pretorianów”).
- Praefectus urbi („prefekt miejski”).
- Magister militum („mistrz żołnierzy”).
- Praepositus sacri cubiculi („urzędnik świętej komnaty”).
- Magister officiorum („mistrz urzędów”).
- Quaestor sacri palatii („kwestor świętego pałacu”).
- Comes sacrarum largitionum („komes świętej hojności”).
- Comes rerum privatarum („komes [cesarskiej] własności prywatnej”).